# Mongoolse eik
De Mongoolse eik (Quercus mongolica) is een loofboom uit de napjesdragersfamilie (Fagaceae). De soort werd voor het eerst beschreven door Friedrich Ernst Ludwig von Fischer in 1838 en werd vervolgens door Carl Friedrich von Ledebour in 1850 gepubliceerd.

## Kenmerken
De Mongoolse eik wordt tot ca. 30 meter hoog. De bladvorm van de soort is omgekeerd eirond, 7 tot 19 cm lang en 3 tot 11 cm breed. De bladrand bestaat aan beide zijden uit 7 à 10 gekartelde lobben. Ook heeft het blad 10 tot 18 aderen aan beide zijden van de hoofdnerf. De eikels zijn rond tot elliptisch, met een lengte van 2 tot 2,4 cm en een breedte van meestal tussen de 1,3 en 1,8 cm. De eikels verschijnen tussen september en oktober.

## Verspreiding
De soort komt voor in het zuidoosten van Oost-Siberië in de Oblast Transbaikal, alsmede in het Russische Verre Oosten in de Oblast Amoer, Primorje, Chabarovsk, Sachalin en de zuidelijke Koerilen. In zuidelijke richting komt de soort voor in Mongolië, de Japanse eilanden Honshu en Hokkaido, het Koreaans Schiereiland en het noorden, oosten en midden van China. Mongoolse eiken worden doorgaans op hoogten tussen de 200 en 2.500 meter gevonden.
Gezaagdbladige eik (Q. acutissima) · 
Amerikaanse witte eik (Q. alba) · 
Japanse eik (Q. aliena) · 
Gouden eik (Q. alnifolia) · 
Californische struikeik (Q. berberidifolia) · 
Tweekleurige eik (Q. bicolor) · 
Moseik (Q. cerris) · 
Hulsteik (Q. coccifera) · 
Scharlaken eik (Q. coccinea) · 
Japanse keizereik (Q. dentata) ·  
Portugese eik (Q. faginea) · 
Steeneik (Q. ilex) · 
Californische zwarte eik (Q. kelloggii) · 
Quercus lamellosa · 
Quercus lusitanica · 
Perzische eik (Q. macranthera) · 
Mongoolse eik (Q. mongolica) · 
Moeraseik (Q. palustris) · 
Wintereik (Q. petraea) · 
Donzige eik (Q. pubescens) · 
Pyrenese eik (Q. pyrenaica) · 
Zomereik (Q. robur) · 
Amerikaanse eik (Q. rubra) · 
Kurkeik (Q. suber)